# Либерална партия (Великобритания)
 Тази статия е за партията, съществувала през 1859-1988.  За основаната през 1989 партия вижте Либерална партия (Великобритания, 1989).  
Либералната партия (на английски: Liberal Party) е британска политическа партия, съществувала от 1859 до 1988 година. Тя е продължител на съществувалата по-рано Партия на вигите и е една от двете водещи партии в страната, наред с Консервативната партия, до възхода на Лейбъристката партия през 20-те години на 20 век. След това тя е третата по значимост партия до 1988 година, когато се обединява със Социалдемократическата партия в Либерално-демократическа партия. Последното управление на Либерално-демократическата партия е в периода 2010 – 2015 година, в коалиция с Консервативната партия.